# رابو
رابو (به آلمانی: Raabau) یک منطقهٔ مسکونی در اتریش است که در زودوست‌اشتایرمارک واقع شده‌است. رابو ۴ کیلومتر مربع مساحت دارد ۲۸۲ متر بالاتر از سطح دریا واقع شده‌است.